# (36454) 2000 QN5
2000 QN5 (asteroide 36454) é um asteroide da cintura principal. Possui uma excentricidade de 0.15319360 e uma inclinação de 3.44904º.
Este asteroide foi descoberto no dia 24 de agosto de 2000 por LINEAR em Socorro.